# 弗朗西斯科·帕斯奎爾·奧巴馬·阿蘇埃
弗朗西斯科·帕斯奎爾·奧巴馬·阿蘇埃（西班牙語：Francisco Pascual Obama Asue），是一名赤道几内亚政治人物，2016年至2023年擔任赤道几内亚总理。